# Stara Banja
Stara Banja (en serbe cyrillique : Стара Бања ; en albanais : Starabaja) est un village de Serbie situé dans la municipalité de Medveđa, district de Jablanica. Au recensement de 2011, il comptait 33 habitants.
Stara Banja est une station thermale.

## Démographie

### Évolution historique de la population
| 1948 | 1953 | 1961 | 1971 | 1981 | 1991 | 2002 | 2011 |
| ---- | ---- | ---- | ---- | ---- | ---- | ---- | ---- |
| 417  | 481  | 404  | 312  | 208  | 171  | 82   | 33   |

|  |